# Лентовский, Михаил Михайлович
Михаи́л Миха́йлович Лентовский (1868—1925) — общественный и политический деятель Российской империи. Депутат Государственной Думы III созыва.

## Биография
Дед Александр Егорович, происходил из Спасского уезда Казанской губернии, получил дворянство в 1846 году. В 1866 году имел в Ставропольском уезде Самарской губернии 134 десятины земли.
Отец, Михаил Александрович Лентовский (9.05.1830—до 1890) — титулярный советник, врач, дворянин, владел 801 десятиной земли. Мать — Екатерина Дмитриевна урождённая Ребровская (21.11.1836—?).
Жена — Екатерина (род. в 1874 году), приходилась родной сестрой другому известному самарскому политику, Николаю Александровичу Шишкову, члену Государственного Совета.
Был землевладельцем Старо-Майнской волости Ставропольского уезда Самарской губернии. Однако дела в хозяйстве шли не очень удачно, из более 900 десятин земли, доставшихся Михаилу в наследство, к 1910 году оставалось не более 250 десятин. Был членом губернского земства.
29 января 1911 года на досрочных выборах в Государственную Думу от съезда землевладельцев губернии (после смерти С. О. Лаврова) с небольшим перевесом победил купца А. И. Попова (47 избирательных шаров и столько же неизбирательных против 46 избирательных и 48 неизбирательных)
Являлся членом партии октябристов.
После революции 1917 года лишился всех владений, был вынужден жить на квартире. Скончался в 1925 году. Его вдову в 1928 году как бывшую дворянку лишили избирательных прав.

## Семья
- Жена — Екатерина Александровна Лентовская (урождённая Шишкова, 1 января 1874—после 1928)
  - Сын — Виктор (1900—1972), главный энергетик завода "Серп и молот" в Казани, жена Мария, урождённая Каткова, в браке двое детей: Нина и Михаил
  - Сын — Арсений (?—?), художник
  - Дочь — Анна
- Сестра — Мария Михайловна Лентовская (1862—?)